# 巴黎走音天后
《巴黎走音天后》是一部法國、捷克和比利時合作，於2015年製作的喜劇劇情片。由札維耶·賈諾利（Xavier Giannoli)執導，吉安諾利和瑪西亞·羅馬諾編劇，靈感大致來自佛羅倫斯·佛斯特·珍金絲（Florence Foster Jenkins）的生活。這部電影以黃金二十年代為背景，凱薩琳·弗洛（Catherine Frot）飾演瑪格麗特，是一位富有的女人，她是一位熱情的業餘歌手，誤以為她擁有美麗的嗓音。《巴黎走音天后》在第41屆凱撒獎上獲得了11項提名，獲得了最佳女主角、最佳服裝設計、最佳音效和最佳製作設計。

## 角色
- 凱薩琳·弗洛 飾演 瑪格麗特（Marguerite Dumont）
- André Marcon 飾演 Georges Dumont
- Denis Rice 飾 Madelbos
- Michel Fau 飾演 Atos Pezzini / Divo
- Christa Theret 飾 Hazel Klein
- Astrid Whettnall 飾演 Françoise Bellaire
- Sylvain Dieuaide 飾演 Lucien Beaumont
- Aubert Fenoy 飾演 Kyrill by Priest
- Sophia Leboutte 飾演 Félicité La Barbue
- Théo Cholbi 飾演 Diego